# نیمسال تحصیلی
زمستر به معنای «نیم سال» (به لاتین: Semestris)، (به آلمانی: Semester)، (در لاتین ترکیبی است از Six به معنای شش و Mensis به معنای ماه)، از اوایل قرن ۱۵ میلادی به واحد زمانی شش ماهه تحصیل در دانشگاه ها، از جمله در کشورهای آلمانی زبان و چند کشور دیگر گفته میشود که در انتهای آن با برگذاری امتحان ها یک دوره تحصیلی بسته میشود.
در برخی دانشکده ها و مدارس عالی کاربردی میبایستی در صورت قبول نشدن در امتحان ها تمامی "زمستر" با درس های مربوطه تکرار شود (مثل روش دبیرستان ها)، ولی در دانشگاه ها اینگونه نیست و تنها واحد های کسب نشده به تنهایی میبایستی در آینده تکرار شوند.